# Mesquitela Lima

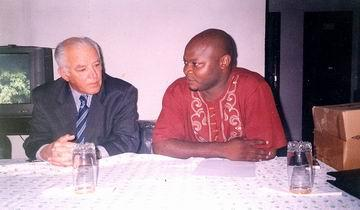
Prof. Mesquitela Lima, à esquerda, em Angola

Augusto Guilherme Mesquitela Lima (Mindelo, 10 de Janeiro de 1929 — Lisboa, 14 de Janeiro de 2007) foi um antropólogo africanista e escritor cabo-verdiano. 
Teve mais de 30 trabalhos científicos e 20 livros publicados, entre os quais Uma Leitura Antropológica da Poética de Sérgio Frusoni .[1]
É o decano dos antropólogos cabo-verdianos, internacionalmente reconhecido como especialista em arte da África Central.

## Biografia
Mesquitela Lima era neto de Bernardo Mesquitela, governador de Cabo Verde em 1913. Estudou no Liceu Gil Eanes do Mindelo e iniciou a carreira de funcionário colonial, em 1949, como escriturário da Alfândega de Cabo Verde. Em 1952 foi para Angola como chefe de posto da Inspecção dos Serviços Administrativos e Negócios Indígenas.  Colabora no Jornal de Angola com contos e diversos artigos de cariz etnográfico. Prosseguiu os seus estudos em Lisboa em 1959 no Instituto Superior de Ciências Sociais e Política Ultramarina. Formado em Estudos Políticos e Sociais do Ultramar, foi para Luanda para trabalhar no Instituto de Investigação Científica de Angola, posteriormente trabalhando como diretor do Museu de Angola. Na província da Lunda Norte, leste de Angola, estudou vários grupos étnicos, com especial destaque para os chócues.
Regressou a Portugal após a Revolução de 25 de Abril de 1974. A partir de 1975 passou a leccionar na Universidade Nova de Lisboa, onde foi professor catedrático. Em 1977 doutorou-se na Universidade Paris Nanterre. Também em Paris trabalhou com grandes nomes da antropologia mundial como Claude Lévi-Strauss ou Roger Bastide. Em 1978 criou o Departamento de Antropologia na Universidade Nova de Lisboa, assim como o Instituto de Estudos Africanos (f. em 1986, como Comissão Nacional de Estudos Africanos, presidida por Ilídio do Amaral). Funda e dirige desde 1983 a revista Ethnologia, revista do Dep. de Antropologia da FCSH/UNL; nova série entre 1996-2005.
Envolveu-se em um acalorado debate intelectual com Alfredo Margarido, fato que foi registrado no no Diário Popular em 1984 sob o título "Alfredo Margarido ou a mania da perseguição de um pseudo-antropólogo, historiador intelectual ou...". 
Foi orientador de doutoramento de Manuel José Viegas Tavares (1996), de Armando Marques Guedes (1996), de Henrique Coutinho Gouveia (1997), de João Vicente Martins (1997) e do antropólogo Rui M. Pereira (2006); e de mestrado de Alzira de Jesus Simões (1996). Foi jubilado como professor de Antropologia Cultural da Faculdade de Ciências Sociais e Humanas da Universidade Nova de Lisboa em 1999. 
Prefaciou obras de Maria de Lourdes Chantre (1981); João Lopes Filho (1982), Mário Fontinha [funcionário do Museu do Dundo] (1983) e António José Fermino (2007).
À data da sua morte o Professor Mesquitela Lima era director do Instituto Superior de Gestão. Faleceu devido a uma pneumonia.